# Xsan
Xsan — 64-битовая кластерная файловая система Apple для Mac OS X или Mac OS X Server, предназначенная для организации сети с высокой нагрузкой для передачи данных, а также для быстрого доступа к огромным массивам данных (RAID-массивы и т. д.). Позволяет совместно использовать файлы и тома размером до 16 Тб каждый в высокоскоростной оптической сети.
Xsan характеризуется высоким уровнем доступности и почти полным отсутствием сбоев, предоставляя возможность использовать сеть SAN для консолидации данных предприятия и замены NAS-устройств.
Благодаря полной совместимости с файловой системой StorNext File System, Xsan может использоваться в кросс-платформенных окружениях вместе с Windows, UNIX и Linux.
С Xsan возможно использовать все профессиональные приложения от Apple и большинство приложений для Mac OS X.
Наиболее высокую производительность Xsan демонстрирует при работе с Mac Pro, Xserve и Xserve RAID.
Xsan также хорошо работает с линейкой кассетных библиотек Scalar от ADIC и основанными на политиках инструментами управления данными, позволяя сократить издержки управления жизненным циклом данных.
Для установки Xsan требуется сертифицированный оптоволоконный коммутатор.

## Совместимость
Xsan основан на файловой системе en:StorNext File System, разработанной en:Quantum Corporation.  Файловая система StorNext и файловая система Xsan используют одну и ту же структуру файловой системы и один и тот же протокол при взаимодействии с сервером метаданных. Кажется, что они также имеют общую кодовую базу или очень близкую разработку, основанную на новых функциях, разработанных для обеих файловых систем.
На веб-сайте Xsan заявлено о полной совместимости с файловой системой StorNext: «И поскольку Xsan полностью совместим с файловой системой Quantum StorNext, вы даже можете предоставить клиентам на Windows, Linux и других платформах UNIX прямой доступ к Fibre Channel на уровне блоков. к данным в вашем пуле хранения, управляемом Xsan».
Quantum Corporation заявляет: «Полная совместимость с Apple Xsan и Promise RAID и позволяет Xsan и Xserve RAID поддерживать AIX, HP-UX, IRIX, Red Hat Linux, SuSE Linux, Mac OS X, Solaris и клиентов Windows, включая поддержку 64 Bit Windows и Windows Vista».
Некоторые инструменты командной строки для Xsan начинаются с букв cv, которые обозначают CentraVision - исходное имя файловой системы.  Клиенты XSan используют порты TCP 49152–65535, при этом TCP / 63146 часто отображается в файлах журнала.

## Состав
Xsan включает в себя три компонента:
- Xsan Admin
- Xsan Filesystem
- Xsan Uninstaller

## История
В мае 2006, Apple выпустила Xsan 1.2 с поддержкой размеров тома почти 2 петабайта.
7 августа 2006, Apple анонсировала Xsan 1.4, совместимую с компьютерами Макинтош на базе Intel.
5 декабря 2006 года Apple выпустила Xsan 1.4.1.
18 октября 2007, вышла версия Xsan 1.4.2, в которой были устранены имеющиеся проблемы совместимости, а также повышена стабильность работы.
19 февраля 2008, Apple выпустила Xsan 2 — крупное обновление, с главным нововведением — MultiSAN, и редизайном инструментов администрирования.
Версия Xsan 2.1 была представлена в 10 июня 2008 года.
Последнее обновление Xsan до версии 2.2 состоялось 14 сентября 2009 года.